# (963) Идуберга
(963) Идуберга (лат. Iduberga) — астероид главного пояса, принадлежащий к спектральному классу S. Был открыт 26 октября 1921 года немецким астрономом Карлом Рейнмутом в обсерватории Хайдельберг-Кёнигштуль, Германия. Астероид назван в честь святой Риско-Каталической церкви Итты.
29 декабря 2009 года наблюдалось покрытие астероидом Идуберга звезды 10 звёздной величины TYC 2484-01884-1. Событие длилось 1,7 секунды.

## Орбитальные характеристики
Астероид принадлежит к семейству Флоры. Орбита имеет большую полуось 2,2475 а. е., эксцентриситет 0,1371 и наклон относительно эклиптики 8°..